# ديمتري سوكولوف (كرة سلة)
ديمتري سوكولوف (بالروسية: Соколов, Дмитрий Николаевич) مواليد 21 يناير 1985 في كراي ستافروبول، الاتحاد السوفيتي، هو لاعب كرة سلة روسي. بدأ مسيرته الاحترافية في سنة 2000. يلعب مع خيمكي كلاعب وسط. يحمل الرقم 10.

## المسيرة الاحترافية
لعب مع لوكوموتيف كوبان في الدوري الروسي من سنة 2002 إلى 2006، ثم لعب مع نادي يونيكس قازان لكرة السلة من سنة 2006 إلى 2009، ثم لعب مع نادي سسكا موسكو لكرة السلة في الدوري الروسي من سنة 2009 إلى 2013، ثم لعب مع نادي يونيكس قازان لكرة السلة من سنة 2013 إلى 2015، ثم لعب مع كرانسي أوكتيابر في الدوري الروسي في سنة 2015، ثم لعب مع خيمكي في سنة 2015.

## روابط خارجية
- ديمتري سوكولوف على موقع الاتحاد الدولي لكرة السلة (الإنجليزية)
- ديمتري سوكولوف على موقع الدوري الأوروبي لكرة السلة (الإنجليزية)
- ديمتري سوكولوف على موقع كرة السلة الأوروبية.كوم (الإنجليزية)
- ديمتري سوكولوف على موقع DraftExpress.com (الإنجليزية)
- ديمتري سوكولوف على موقع ريلجم (الإنجليزية)
- ديمتري سوكولوف على موقع بروبوليرز (الإنجليزية)
- ديمتري سوكولوف على موقع سبورتس رفرنس (الإنجليزية)